# Festival international du film fantastique de Neuchâtel 2020
 (août 2023).
Si vous disposez d'ouvrages ou d'articles de référence ou si vous connaissez des sites web de qualité traitant du thème abordé ici, merci de compléter l'article en donnant les références utiles à sa vérifiabilité et en les liant à la section « Notes et références ».
 (juillet 2020).
Pour des raisons sanitaires dues à la crise du COVID-19, la vingtième édition du Festival international du film fantastique de Neuchâtel est reportée au 2 juillet 2021.
Désireux de ne pas abandonner leur public, les organisateurs mettent sur pied un événement hors-série qui se concrétise par l’offre payante et en ligne, d’une vingtaine de films inédits. Durant toute cette semaine, le public peut voter grâce à une application mobile afin de décerner le Prix du Public RTS. Pour accompagner l’événement, les organisateurs créent une émission gratuite, NIFFF TV, qui permet des échanges entre des professionnels de l’industrie du cinéma suisse et le public. Pour prolonger l'événement, le festival propose un programme rétrospectif appelé Fantastique 20 20 20 et qui consiste à la diffusion à la télévision suisse dès le 15 mai et qui continuera en automne dans des salles.
Depuis le 15 mai, un programme pour commémorer 20 ans de fantastique est proposé sur la chaine télévisée publique suisse RTS et se poursuit en salle jusqu’à l’édition 2021 du festival.
Les films sont proposés sur la plateforme de VOD suisse cinefile.ch, par abonnement pour accéder à l'ensemble de la programmation ou à l'achat à l'unité. Pour interagir avec son public, le festival crée une app pour smartphone qui permet de voter pour les films, voir les transmissions de l'émission éphémère NIFFF TV et propose différents défis aux festivaliers virtuels.

## Sélection

### Longs métrages

#### Compétition Prix du public en ligne
- Av The Hunt (2020) de Emre Akay ( Turquie)
- Blood Machines (2019) de Seth Ickerman ( France)
- Breaking Surface (2020) de Joachim Hedén ( Suède,  Norvège,  Belgique)
- Comrade Drakulich (Drakulics elvtárs, 2019) de Márk Bodzsár ( Hongrie)
- Dance with Me (Dansu wizu mî, 2019) de Yaguchi Shinobu ( Japon)
- Detention (Fanxiao, 2019) de John Hsu (en) ( Taïwan)
- Dinner in America (2020) de Adam Rehmeier ( États-Unis)
- Gundala (2019) de Joko Anwar ( Indonésie)
- Hitman: Agent Jun (2020) de Won-sub Choi ( Corée du Sud)
- Jumbo (2020) de Zoé Wittock ( France,  Belgique,  Luxembourg)
- Khun Phaen Begins (2019) de Kongkiat Komesiri ( Thaïlande)
- Poissonsexe (2019) de Olivier Babinet ( France,  Belgique)
- Sea Fever (2019) de Neasa Hardiman ( Irlande,  Royaume-Uni,  Belgique)
- Schlaf (2020) de Michael Venus ( Allemagne)
- Le Vingtième Siècle (2019) de Matthew Rankin ( Canada)
- VFW (2019) de Joe Begos ( États-Unis)
- VHYes (2019) de Jack Henry Robbins ( États-Unis)

#### Fantastique 20 20 20 en ligne
- Les Sorcières de Zugarramurdi (Las brujas de Zugarramurdi, 2013) de Álex de la Iglesia ( Espagne)
- The Raid (Serbuan maut, 2011) de Gareth Evans ( Indonésie)
- Suspiria (2018) de Luca Guadagnino ( Italie,  États-Unis)

#### Fantastique 20 20 20 diffusion à laRTS
- 15 mai 2020 : The Jane Doe Identity (The Autopsy of Jane Doe, 2016) de André Øvredal ( Royaume-Uni), NIFFF 2017 sélection Ultra movies
- 22 mai 2020 : The Transfiguration (2016) de Michael O'Shea ( États-Unis) NIFFF 2016 sélection International competition
- 29 mai 2020 : Housebound (2014) de Gerard Johnstone ( Nouvelle-Zélande) NIFFF 2014 sélection International competition
  - Prix H. R. Giger Narcisse du meilleur film
- 5 juin 2020 :  Green Room (2015) de Jeremy Saulnier ( États-Unis) NIFFF 2015 sélection International competition
  - Prix H. R. Giger Narcisse du meilleur film
  - Prix RTS du public
  - Prix de la Jeunesse Denis-de-Rougemont
- 12 juin 2020 :Kasane (2018) de Yûichi Satô ( Japon) NIFFF 2018 sélection International competition
  - Prix RTS du public
- 19 juin 2020 : Swiss  Army Man (2016) de Daniel Scheinert,  Dan Kwan ( États-Unis) NIFFF 2016 sélection International competition
  - Prix RTS du public
  - Prix Imaging The Future meilleur production design
  - Prix du jury de la critique internationale
- 26 juin 2020 : Vampires en toute intimité (What We Do in the Shadows, 2014) de Jemaine Clement, Taika Waititi ( Nouvelle-Zélande) NIFFF 2014 sélection International competition
  - Prix RTS du public

### Courts métrages

#### Courts métrages internationaux en ligne
- Qu'importe si les bêtes meurent (2019) de Sofia Alaoui ( France,  Maroc)
- Heat (2019) de Thessa Meijer ( Pays-Bas)
- Limbo (2019) de Nalle Sjöblad ( Finlande)
- Benevolent Ba (2020) de Sina Norman ( Malaisie,  États-Unis)
- Regret (2020) de Santiago Menghini ( Canada)
- BBQ (2019) de Jeanne Mayer ( France)

## Palmarès
| Prix               | Attribué à                        | Pays       |
| ------------------ | --------------------------------- | ---------- |
| Prix RTS du public | Dinner in America d'Adam Rehmeier | États-Unis |